# Descendants of the Sun
Descendants of the Sun (hangul: 태양의 후예; RR: Taeyang-ui Huye) är en sydkoreansk TV-serie som sändes på KBS2 från 24 februari till 22 april 2016. Song Joong-ki, Song Hye-kyo, Kim Ji-won och Jin Goo spelar huvudrollerna.

## Rollista (i urval)
- Song Joong-ki - Yoo Si-jin
- Song Hye-kyo - Kang Mo-yeon
- Kim Ji-won - Yoon Myeong-joo
- Jin Goo - Seo Dae-young